# بويبلان (جماعة قروية)
بويبلان قرية جبلية مغربية شمال المملكة، تنتمي إلى إقليم تازة الساحلي، شرقي مدينة فاس، تضم بلدة بويبلان 2.410 نسمة (إحصاء 2014).